# HŽ 7121 sorozat

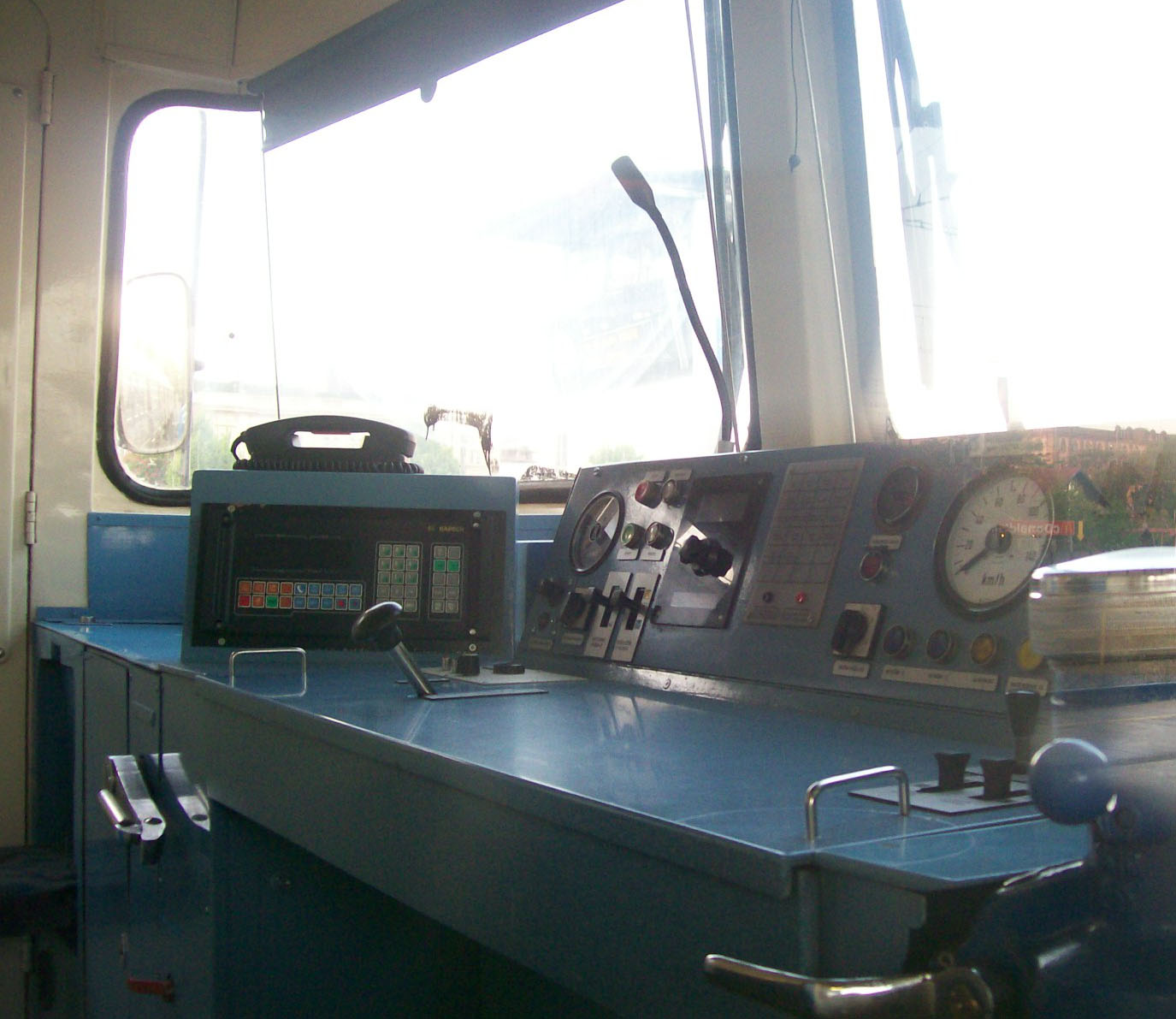
A motorvonat vezetőállása

A HŽ 7121 sorozat egy horvát Bo'Bo' + 2'2' tengelyelrendezésű dízelmotorvonat-sorozat. A HŽ üzemelteti. Összesen 40 db készült belőle 1981-ben a Đuro Đakovićban. Becenevei: MACOSA vagy Plavac. A sorozat még megtalálható a Szerb vasutaknál is.

## Galéria

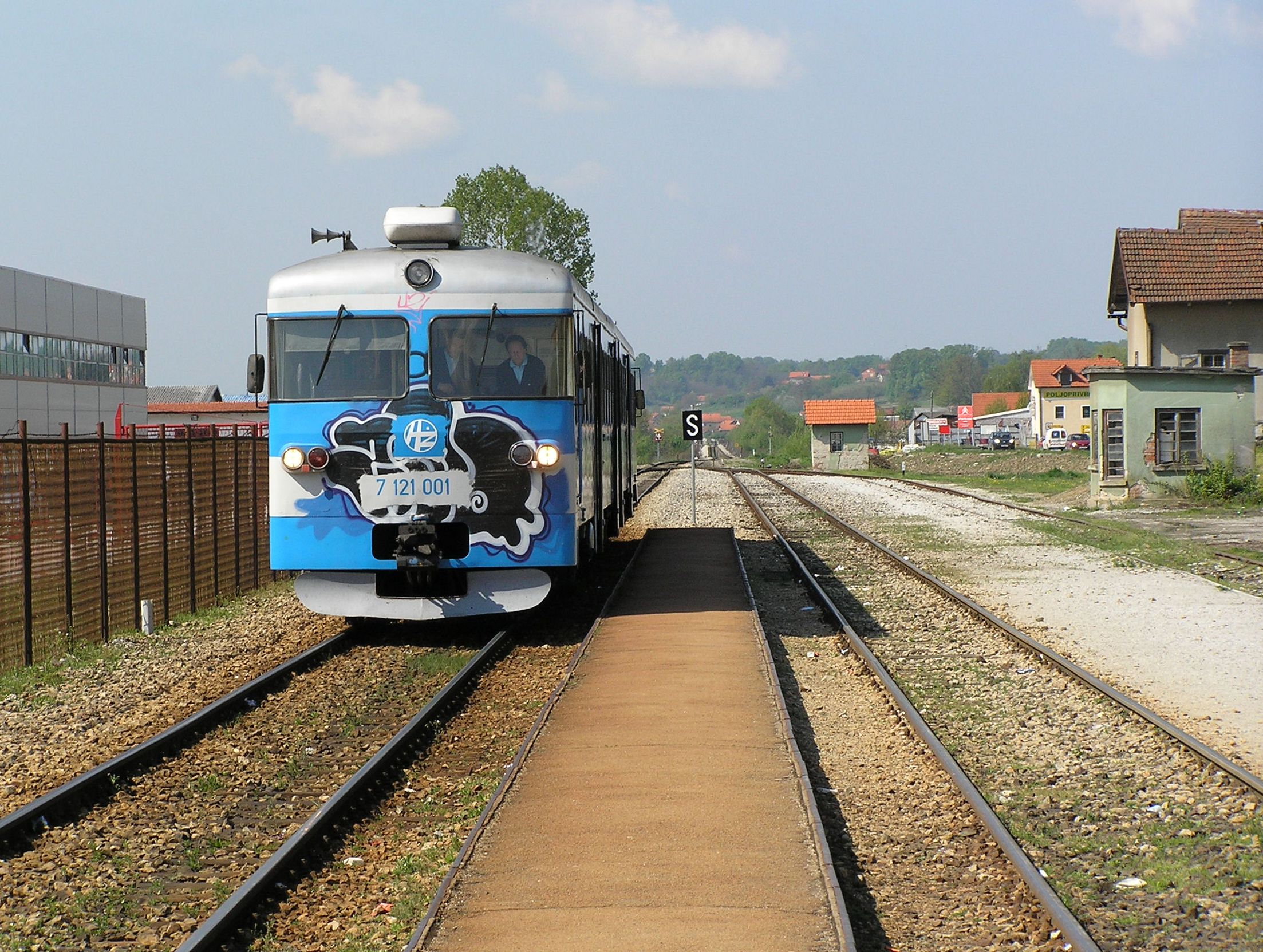
HŽ 7121-000
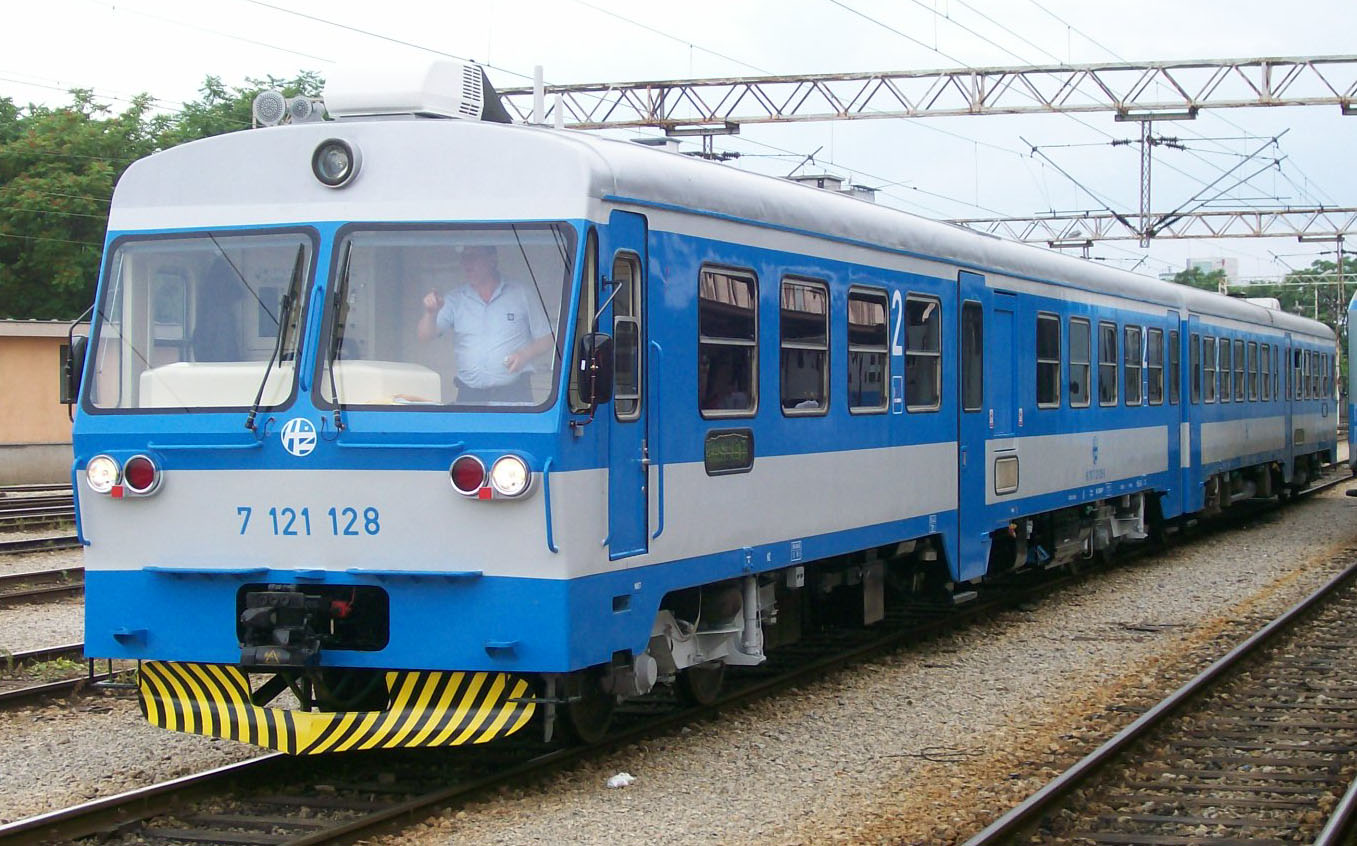
HŽ 7121-100
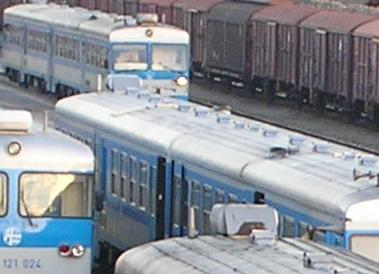